# Circus Girl
Circus Girl è un film statunitense del 1937 diretto da John H. Auer.